# Elisabeth af Hessen og ved Rhinen
Elisabeth af Hessen og ved Rhinen, i Rusland kaldet Elisabeth Fjodorovna (russisk: Елизавета Фёдоровна, tr. Jelizaveta Fjodorovna; i familien kaldet Ella; 1. november 1864 – 18. juli 1918) var en tyskfødt prinsesse af Storhertugdømmet Hessen, der blev russisk storfyrstinde som ægtefælle til Storfyrst Sergej Aleksandrovitj af Rusland. Elisabeth var søster til prinsesse Alix af Hessen og ved Rhinen, der var gift med Storfyrst Sergejs nevø, Kejser Nikolaj 2. af Rusland.

## Biografi
Prinsesse Elisabeth af Hessen og ved Rhinen blev født den 1. november 1864 i Bessungen i Storhertugdømmet Hessen. Hun var det andet barn og anden datter af Arveprins Ludvig af Hessen og ved Rhinen (den senere Storhertug Ludvig 4.) i hans ægteskab med Prinsesse Alice af Storbritannien, der var datter af Dronning Victoria af Storbritannien.
Hun blev gift den 15. juni 1884 i Vinterpaladset i Sankt Petersborg med Storfyrst Sergej Aleksandrovitj af Rusland, der var en yngre søn af Kejser Aleksandr 2. af Rusland og Elisabeths grandtante Marie af Hessen og ved Rhinen. I forbindelse med sin konversion til den russisk-ortodokse kirke tog hun navnet Elisabeth Fjodorovna (russisk: Елизавета Фёдоровна, tr. Jelizaveta Fjodorovna).
Den 4. februar 1905 blev Storfyrst Sergej, der for nylig var trådt tilbage fra stillingen som generalguvernør i Moskva, myrdet ved et attentat. Elisabeth blev efterfølgende nonne. Under Den Russiske Revolution blev hun myrdet om natten mellem den 17. og 18. juli 1918 i Alapajevsk nær Jekaterinburg i den Russiske Socialistiske Føderative Sovjetrepublik. Hun blev helgenkåret i 1981.